# Shinya Awatari
Shinya Awatari (født 7. juni 1990) er en japansk fodboldspiller, som spiller for den japanske fodboldklub Fujieda MYFC.